# Kristi Noem
Kristi Noem   (Watertown, 30 de novembre de 1971) és una política estatunidenca que exerceix des del 2019 com a 33a governadora de Dakota del Sud. Militant del Partit Republicà, va ser membre de la Cambra de Representants dels Estats Units al districte congressional únic de Dakota del Sud del 2011 al 2019 i membre de la Cambra de Representants de Dakota del Sud per al districte 6è del 2007 al 2011.
El 2018 va ser governadora el 2018 i és la primera dona a ocupar aquest càrrec. Durant les eleccions del 2018, va ser avalada pel president Donald Trump. Com a governadora, Noem va protagonitzar diversos titulars a la premsa durant la pandèmia de la COVID-19 per la seva negativa a emetre un mandat estatal per portar mascareta.
Resident a la zona rural Dakota del Sud, Noem també és agricultora i ramadera. Va publicar la seva primera autobiografia, Not My First Rodeo: Lessons from the Heartland, el 2022. El seu segon llibre, No Going Back (2024), va generar polèmica per descriure-hi que va matar el seu gos de catorze mesos per ira.
El novembre de 2024, Donald Trump va seleccionar Noem per exercir com a secretària de Seguretat Nacional en el seu segon mandat no consecutiu.